# Pierre
För andra betydelser, se Pierre (olika betydelser).
Pierre, mansnamn (franska för sten), är en fransk form av det latinska namnet Petrus som härstammar från det grekiska namnet Petros. Petros är en översättning av det arameiska namnet Kefas som betyder 'klippa'. Namnet tar formerna Petrus på latin, Peter på engelska, Petr på tjeckiska, Pjotr på ryska, Pierre på franska. På svenska är namnet Per, Pär eller Petter.

## Personer med namnet Pierre
- Jean-Pierre Barda
- Pierre Bengtsson
- Pierre Berggren, svensk ishockeyspelare
- Pierre Boulez (1925–2016), fransk tonsättare och dirigent
- Pierre Bourdieu (1930–2002), fransk sociolog och författare
- Pierre Bouvier
- Pierre Cardin (1922–2020), fransk modeskapare
- Pierre Corneille
- Pierre Curie
- Pierre Fresnay
- Pierre Isacsson, svensk sångare
- Pierre-Simon Laplace (1749–1827), fransk matematiker och astronom
- Pierre Laporte, kanadensisk politiker
- Jean-Pierre Léaud
- Pierre Loti (1850–1923), fransk författare
- Pierre Lindstedt
- Pierre Olofsson (1921–1996), svensk konstnär
- Pierre-Auguste Renoir
- Pierre Schori
- Pierre Thorsson
- Pierre Trudeau (1919–2000), kanadensisk premiärminister